# Hernán Tello de Portocarrero
 (août 2024).
Hernán Tello de Portocarrero, né à Salamanque, vers 1552 et mort à Amiens, le 4 septembre 1597, était un militaire espagnol, membre des Tercios, durant la seconde moitié du XVIe siècle. Il est considéré comme l'un des chefs militaires espagnols les plus illustres des Flandres, sous le règne de Philippe II d'Espagne.

## Famille
Hernán Tello de Portocarrero était issu d'une illustre famille espagnole, d'origine portugaise, son arrière-arrière-grand-père, Alonso Hernández Portocarrero fut l'un des conquérants du Mexique. Il était le fils naturel de Jerónimo Portocarrero et de María de Velasco alors qu'il était étudiant à Salamanque. Il fut légitimé par son père et fut élevé, à Toro, chez ses grands-parents, Hernán Rodríguez Portocarrero et María Tello y Deza.

## Carrière militaire

### Campagnes contre les Turcs
Sa carrière militaire commença à l'automne 1571 et l'année suivante, membre du tercio de Lope de Figueroa (appelé tercio de la Ligue), il partit pour Messine pour combattre les Turcs à la bataille de Lépante et en Afrique du Nord. Il fut ensuite envoyé en Flandre puis au Portugal où il participa à la Bataille des Açores en 1582 et à la prise de l'île de São Miguel, en tant que sergent de la compagnie de Manuel de Vega Cabeza de Vaca. Le tercio de la Ligue fut ensuite envoyé en Italie puis en Flandre, où il fut congédié à Namur, en juin 1584. La même année, il rejoignit le tercio de Bobadilla.

### Campagnes aux Pays-Bas
Durant les cinq années suivantes, il participa aux batailles de l'île de Bommel (« le miracle d'Empel », décembre 1585), le siège de Grave en 1586, Engelen, le 13 juin 1587, Venlo, siège de Bergen-Op-Zoom de 1588…
En 1588, il rejoignit l'Invincible Armada qui échoua à envahir l'Angleterre. En 1590, il devint sergent-major.
En 1591, après des mutineries des soldats du tercio qui n'avait pas perçu de soldes, il fut maintenu sergent-major du tercio par le nouveau commandant, Alonso de Mendoza, qu'il remplaça à plusieurs reprises. Lors de l'une d'elles, en juillet 1594, à Laon, il parvint grâce à son habileté, à sauver le tercio en situation délicate, en organisant efficacement la retraite.

### Campagne de Picardie

#### Prise de Doullens
En 1595, il participa au siège et à la prise de Doullens, en Picardie et en fut nommé gouverneur. À la fin de l'année 1595, il participa à la prise de Cambrai. Alors qu'il était gouverneur de Doullens, il eut une liaison avec une Française originaire d'Amiens. Il semblerait que cette liaison lui fit concevoir un plan audacieux pour s'emparer de la ville d'Amiens, capitale de la Picardie.

#### Prise et siège d'Amiens
Hernán Tello de Portocarrero, constatant l'importance des défenses d'Amiens, située à une trentaine de kilomètres au sud de Doullens, décida de s'emparer de la ville par la ruse. Le 11 mars 1597, tandis que Pontecarrero occupait la maladrerie de La Madeleine au nord-ouest d'Amiens, des fantassins espagnols déguisés en paysans picards se présentèrent, au petit matin, à la porte Montrescu, située au nord de la ville. Il entrèrent avec une charrette chargée de sacs supposés de légumes et bloquèrent la herse permettant aux troupes espagnoles cachées non-loin de là d'entrer, de prendre le contrôle de la porte fortifiée puis de l'ensemble de la ville surprenant les gardes français. En avril 1597, Porocarrero fut nommé au grade de maître de camp. 
Cependant le roi de France Henri IV ne tarda pas à faire le siège d'Amiens à partir du 13 mai 1597. Portocarrero mourut au cours du siège, le 4 septembre 1597, des suites d'un coup de canon lors d'une attaque française qui échoua, au sud de la ville. Il fut inhumé dans le bras nord du transept de la cathédrale Notre-Dame d'Amiens où sa pierre tombale est toujours visible. À sa mort le commandement de la garnison espagnole passa à Girolamo Carafa qui capitula le 25 septembre 1597.

## Hommage et distinctions
- Chevalier de l'ordre de Santiago avec l'habit jacobéen (1597).
- commandeur de Carrizosa (1597).